# أنطونيو إيريارت
أنطونيو إيريارت (بالإسبانية: Antonio Iriarte González) هو لاعب كرة قدم مكسيكي، ولد في 12 نوفمبر 1982 في المكسيك. لعب مع أتليتكو سان لويس.

## وصلات خارجية
- أنطونيو إيريارت على موقع الاتحاد الدولي (مؤرشف)  (الإنجليزية)
- أنطونيو إيريارت على موقع قاعدة بيانات كرة القدم.إي يو (الإنجليزية)